# Trudove, Baștanka
Trudove (în ucraineană Трудове) este un sat în orașul raional Baștanka din regiunea Mîkolaiiv, Ucraina.

## Demografie
Componența lingvistică a localității Trudove
     Ucraineană (80,95%)
     Belarusă (19,05%)
Conform recensământului din 2001, majoritatea populației localității Trudove era vorbitoare de ucraineană (80,95%), existând în minoritate și vorbitori de belarusă (19,05%).